# 남장성 분기점
남장성 분기점(南長城分岐點, S.Jangseong Junction, 남장성JC)은 전라남도 장성군 남면 분향리에 설치된 호남고속도로와 광주외곽순환고속도로가 만나는 분기점이자,광주외곽순환고속도로의 종점이다. 순천 방향 진출과 논산 방향 진입만 가능하다.

## 역사
- 2015년 9월 4일 : 2022년까지 분기점 신설을 위해 장성군 도시계획시설 교통광장에 남면 분향리 일원을 남장성 분기점으로 고시[1]
- 2022년 12월 20일 : 광주외곽순환고속도로 남광산 나들목 ~ 남장성 분기점 구간 개통과 함께 통행 개시[2]

## 구조물 정보
직결형 구조로 광주외곽순환고속도로에서 전주 방향을 향해 오는 선이 그대로 호남고속도로 전주 방향으로 합류하는 구조이다.
- 위치 : 전라남도 장성군 남면 분향리

## 접속하는 노선

### 순천・논산방면
- 호남고속도로 (15-2번)

### 광주방면
- 광주외곽순환고속도로 (3번)